# 検定統計量
検定統計量（けんていとうけいりょう）とは、統計学的仮説検定に際して用いる単変量の統計量（標本データの関数）を指す。

## 検定統計量の利用
統計学的仮説検定においては、標本データから計算される定められた検定統計量の値が予め決めた有意水準より小さいならば帰無仮説を棄却して良いとする。
パラメトリック統計学における仮説検定は、尤度比が最小十分統計量となるので、これに沿って理論的枠組みが与えられる。
具体的には、データの種類および何を検定したいかによって、用いる検定統計量を選ぶ必要がある。よく用いられる検定統計量には、Z、t、χ2（カイ二乗）、F、U があり、それぞれの名を冠した検定法に用いられる。